# 高橋均 (中国文献学者)
高橋 均（たかはし ひとし、1936年3月- ）は、日本の中国文献学者、東京外国語大学・大妻女子大学短期大学部名誉教授。

## 人物・来歴
神奈川県に生まれる。東京教育大学文学部漢文学科卒業、同大学院文学研究科博士課程単位取得退学。日中学院講師、東京教育大学文学部助手、鹿児島大学教育学部助教授、東京外国語大学外国語学部教授、2005年定年退官、名誉教授、大妻女子大学短期大学部教授。2016年退職、名誉教授。2014年「論語義疏の研究」で博士(文学・筑波大学)。妻は高橋由利子。

## 著書
- 『中国語解釈の基礎』大修館書店, 1976
- 『論語義疏の研究』(東洋学叢書) 創文社, 2013.1
- 『経典釈文論語音義の研究』(東洋学叢書) 創文社, 2017.2

### 翻訳
- 趙紀彬『論語新探 論語とその時代』(中国叢書) 大修館書店, 1981.5
- 温端政『諺語のはなし 中国のことわざ』 (基本中国語学双書  高橋由利子共編訳. 光生館, 1991.9

## 高橋由利子
（たかはし ゆりこ、1948年ー2021年7月27日）は、中国文献学者。

### 人物・来歴
愛媛県出身。お茶の水女子大学卒、同大学院中退。上智大学助教授、教授。2014年定年、名誉教授。夫は高橋均。

### 著書
- 『説文解字の基礎的研究 段玉裁の説文学』六甲出版, 1996.7